# ماكينة الواقي الذكري

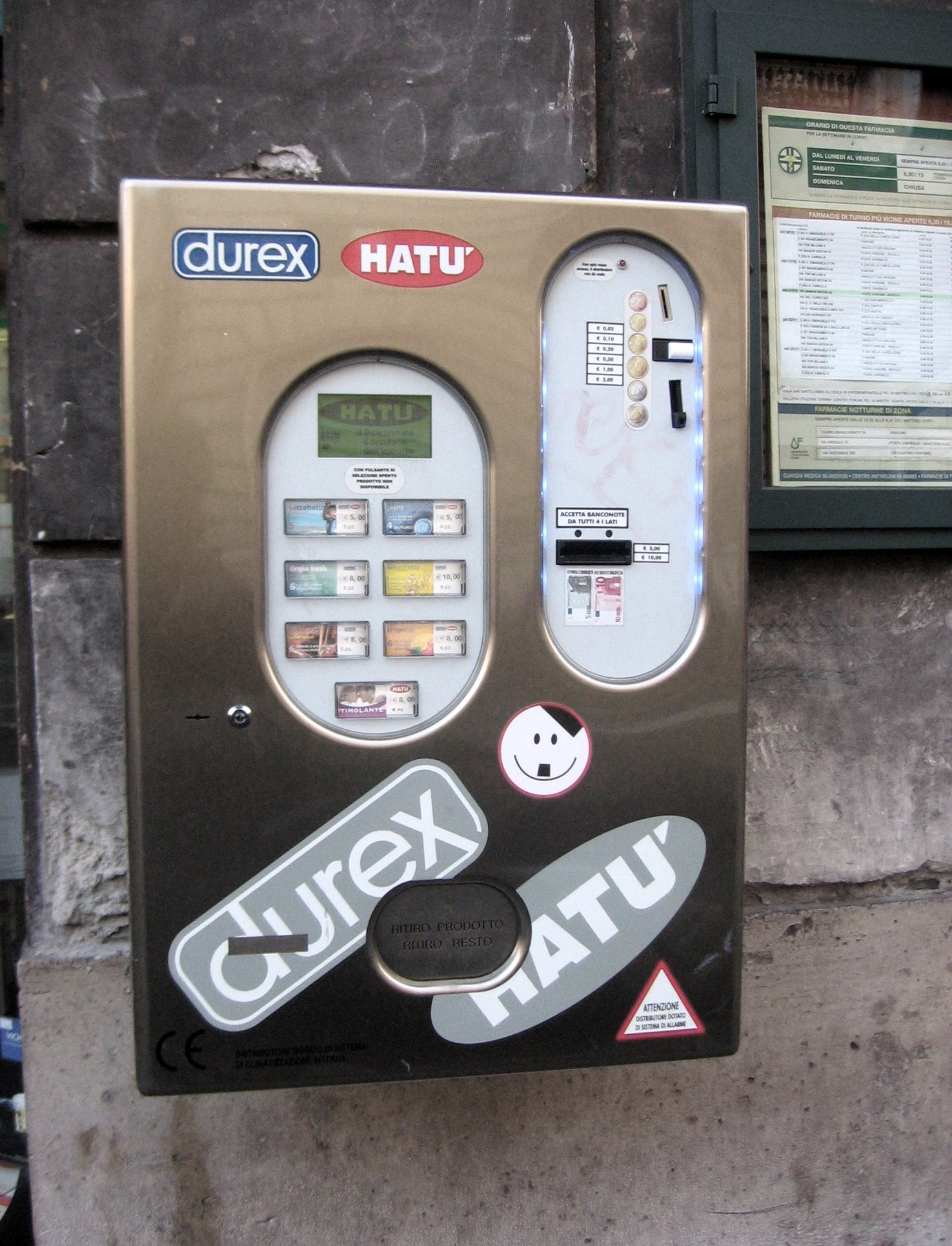
الواقي الذكري آلة البيع خارج الصيدلية الإيطالية

ماكينة الواقي الذكري هي آلة البيع لبيع الواقيات الذكرية. وكثيرا ما وضعت آلات الواقي الذكري في المراحيض العامة، ومحطات مترو الانفاق والمطارات والمدارس كإجراء الصحة العامة لتشجيع ممارسة الجنس الآمن. العديد من الصيدليات أيضا الحفاظ على واحدة خارج، من أجل الوصول بعد ساعات. أمثلة نادرة موجودة أن الواقي الذكري الاستغناء الإناث.

## التاريخ
أدخلت آلات بيع العوازل الطبية في عام 1928 من قبل شركة جوليوس فروم.

## الثقافة الشعبية
في رواية بورتيرهوسي الأزرق والصراع على محاولة لإدخال مثل هذا الجهاز لكلية كامبردج، هي واحدة من العوامل التي تؤدي إلى القتل.

## نصيحة للسلامة
وفقا لإدارة الغذاء والدواء الأمريكية، عند استخدام الواقي الذكري من جهاز، ينبغي للمرء أن تحقق من تاريخ انتهاء الصلاحية، ان الواقي الذكري هي اللاتكس وصفت للوقاية من الأمراض، وأن الجهاز لا تتعرض لأشعة الشمس المباشرة أو مصدر آخر للأقصى درجات الحرارة.